# Притеснителност
Притеснителността е личностова черта, която намира проява в контекста на социалните контакти на индивида. Притеснителността най-общо се свързва с ниска готовност за встъпване в комуникативни или други отношения. За проявата на притеснителност не е необходимо наличието на конкретна ситуация – тя обуславя цялостното поведение, насочено към околните обекти. Обикновено е свързано с ниска самооценка, потиснатост и самовглъбеност. Често се съпровожда от различни форми на страх.